# Сала мира
Сала мира била је јавна зграда која се налазила на месту које данас заузима трг Славија у Београду. Замишљена је као место окупљања становника Енглезовца, за скупове који немају везе са кафанским животом, као што су предавања, курсеви, стручни састанци и приредбе културно-просветног садржаја.
Саградио ју је 1888. године Френсис Х. Макензи по пројекту инжењера Светолика Поповића. Иако је 1981. године проглашена за културно добро, зграда је срушена 1991. године.

## Опис зграде
Првобитна Сала мира изграђена је у класицистичком духу. Зграда је имала основу у облику правоугаоника, са краћом страном окренутом према улици, покривена кровом на две воде. Зидови су били вертикално рашчлањени пиластрима, са по три прозора на бочним и два на задњој фасади.
Ови прозори завршавали су се полукружно, као и улазна врата.
Врата су била оивичена пиластрима и надвишена мањим троугластим тимпаноном, док је велики тимпанон са сатом у средини представљао завршетак фасаде. Изнад улазних врата налазила се табла са натписом Сала мира. 
Предњи део дворишта Сале мира био је засађен зеленилом и одвојен од улице оградом.

## Историја
Одмах након изградње, Макензи је покушао да оствари део својих просветитељских, васпитних и религиозних идеала.
Предавања су почела у пролеће 1889. године. Макензи је говорио о темама из области астрономије и биологије, а професор Учитељске школе, говорио је о догађајима из Старог и Новог завета. Салу мира је користило и Светосавско певачко друштво за вежбање певања.
Године 1890. Мекензи је са десне стране сале дозидао још један објекат у коме је отворио мушку вечерњу Школу за неписмене као и приватну школу за женски ручни рад. Трошкове је сносио сам Макензи, а бригу о школи водио је уз помоћ одбора састављеног од становника Енглезовца. Школа је била позната као Женска раденичка школа или Раденичка школа на Енглезовцу. Подаци о раду школе сачувани су закључно са 1893/94. школском годином.
У Сали мира почела је 1891. године да ради недељна школа за хришћанску науку са одобрењем Митрополита и Министра просвете. Била је, по Макензијевој замисли, заснована на поштовању свих цркава. У школи су држана предавања са темама из Старог и Новог завета, а учило се и црквено певање. Постоје поуздани подаци о раду школе само за 1891/92. школску годину.
Након Макензијеве смрти 1895. године, његов наследник је издао Салу мира Српској цртачко-сликарској школи Кирила Кутлика, а након тога Српској сликарској школи Бете и Ристе Вукановић. Зграду је 1900. године продао Врачарској штедионици, која је до 1910. године користила Салу мира за обављање редовних банкарских послова.
Од 1910. године Сала мира постаје власништво Српске социјалдеморатске партије, која је зграду преправила и доградила. На фасади су, са једне и друге стране улазних врата, пробијена два велика прозора правоугаоног облика. На улазним вратима била је велика табла са натписом „Социјалистички народни дом“. У овом периоду у Социјалистичком народном дому биле су смештене управе Српске социјалдемократске партије и Главног радничког савеза, као и уредништва Радничких новина, часописа Борба и листа жена социјалдемократа Једнакост. У истом дворишту налазила се и посебна зграда за Социјалистичку књижару.
Када је 1929. године забрањен рад Социјалистичке партије, зграда је издата Потрошачкој задрузи, која је у сали отворила ресторан-пивницу. Испред зграде уређена је кафанска башта, у којој је оркестар забављао госте.
Нови закупац је 1934. године извшио преправку зграде, да би у њој отворио биоскоп. 
Биоскоп је носио назив „Врачар“ и свечано је отворен премијером филма „Али баба и 40 хајдука“. Зграда биоскопа је оштећена у бомбардовању Београда 1941. године. У току 1947. године зграда је реновирана, и од тада је у њој био биоскоп „Славија”. 
Зграда биоскопа „Славија” срушена је 1991. године